# フリードリヒ1世 (バーデン大公)
フリードリヒ1世（ドイツ語: Friedrich I., 1826年9月9日 - 1907年9月28日）は、バーデン大公国の第6代大公（在位：1856年 - 1907年）。全名はフリードリヒ・ヴィルヘルム・ルートヴィヒ（Friedrich Wilhelm Ludwig）。

## 生涯
第4代バーデン大公レオポルトとその妃でスウェーデン王グスタフ4世アドルフの王女であるゾフィー・ヴィルヘルミーネの次男で、ルートヴィヒ2世の弟。カールスルーエで生まれた。
1852年に父レオポルトが死去すると兄のルートヴィヒ2世が大公位を嗣いだが、既に精神を病んでいたためフリードリヒが摂政となった。さらに4年後にはフリードリヒ1世として自ら大公位に即いた。また、同年9月20日にプロイセン王太子ヴィルヘルム（後のドイツ皇帝ヴィルヘルム1世）の娘ルイーゼと結婚した。
フリードリヒ1世は自由主義的な思想で知られ、民事婚の導入や教育制度の教会からの分離など多くの改革を実施し、1904年には憲法改正を行なった。また経済発展にも努め、マンハイムはドイツ南西部の中心都市として栄えた。文化面では、バーデン大公立芸術学校（現カールスルーエ芸術アカデミー）を設立したことで知られる。
1866年の普墺戦争ではオーストリア帝国側についたが敗戦後も大公国の存続を許され、1867年には北ドイツ連邦に加盟した。1871年のヴィルヘルム1世のドイツ皇帝戴冠式には、義理の息子として列席した。
1907年9月28日、ボーデン湖のマイナウ島で死去した。長男フリードリヒ2世が大公位を嗣いだ。

## 子女
妃のルイーゼとの間には以下の2男1女をもうけた。
- フリードリヒ・ヴィルヘルム・ルートヴィヒ・レオポルト・アウグスト（1857年 - 1928年） - バーデン大公
- ゾフィー・マリー・ヴィクトリア（1862年 - 1930年） - スウェーデン王グスタフ5世妃
- ルートヴィヒ・ヴィルヘルム・カール・フリードリヒ・ベルトルート（1865年 - 1888年）